# Hadena strouhali
Hadena strouhali là một loài bướm đêm trong họ Noctuidae.